# Krištanci
Krištanci – wieś w Słowenii, w gminie Ljutomer. W 2018 roku liczyła 68 mieszkańców.